# 劍橋 (新罕布什爾州)
劍橋（英語：Cambridge）是位於美國新罕布什爾州庫斯縣的一個行政鎮區。

## 地方資料
劍橋的面積為133.95平方千米，當中陸地面積為132.06平方千米，而水域面積為1.89平方千米。根據2020年美國人口普查的數據，當地共有人口16人，而人口密度為每平方千米0.12人。